# Lac de Gioveretto
Le lac de Gioveretto (lago di Gioveretto en italien ; Zufrittsee en allemand) est un lac artificiel situé au pied du val Martello, près du territoire du parc national du Stelvio, dans le Tyrol du Sud. 
Le lac est situé à une altitude de 1 852 m et doit son nom à la montagne qui le surplombe : le Gioveretto, culminant à 3 439 m

## Barrage
La centrale hydroélectrique dont fait partie le lac de Gioveretto a été conçue au début des années 50 pour exploiter l'énergie des eaux de la Plima, de la Lasa et de certains de leurs affluents. Les différentes œuvres qui le composent ont été construites sur une période allant de 1952 à 1956. 
Le barrage de Gioveretto a été construit de 1954 à 1956 uniquement pendant les mois d'été en raison des conditions météorologiques défavorables qui prévalaient en hiver. Il s’agit d’un barrage en béton léger allégé d’une hauteur maximale de 83 m et d'une longueur de couronnement de 380 m. Son volume est de 19 600 000 m3. Le bassin versant qui alimente le lac a une superficie de 117,4 km2
La centrale hydroélectrique est située près de la ville de Lasa : elle consiste en une turbine Pelton alimentée par un conduit forcé qui canalise les eaux du lac et des autres canaux. Le débit maximum du pipeline est de 7 m3/s et a un saut de 968 m. La puissance maximale du panneau de commande est de 63 MW et la production annuelle est de 226 GWh. 